# Crewkerne
Crewkerne – miasto i civil parish w Wielkiej Brytanii, w Anglii w hrabstwie Somerset, w dystrykcie (unitary authority) Somerset, położone dziewięć mil na południowy zachód od Yeovil, nad rzeką Parrett. W 2001 roku miasto liczyło 7520 mieszkańców. W 2011 roku civil parish liczyła 7000 mieszkańców. W czasach średniowiecznych niewielki ośrodek tekstylny. W XVII w. ważny ośrodek komunikacyjny o znaczeniu ponadregionalnym – stacja dyliżansów. W XIX w. wytwarzano tu tekstylia (m.in. płótno masztowe) na potrzeby marynarki wojennej (Royal Navy). Crewkerne zostało wspomniane w Domesday Book (1086) jako Cruche/Chruca/Cruca/Crucca/Crucche.

## Miasta partnerskie
- Igny
- Burs Yvette